# Kolonia Dolna (Chronów-Kolonia)
Kolonia Dolna – część wsi Chronów-Kolonia w Polsce położona w województwie mazowieckim, w powiecie szydłowieckim, w gminie Orońsko.
Kolonia Dolna jest odrębnym sołectwem.
W latach 1975–1998 część wsi administracyjnie należała do województwa radomskiego.